# Achyronia grandiflora
Achyronia grandiflora là một loài thực vật có hoa trong họ Đậu. Loài này được (Benth.) Kuntze mô tả khoa học đầu tiên năm 1891.